# Phallus Dei (альбом)
Phallus Dei — дебютный студийный альбом группы краут-рока Amon Düül II, впервые выпущенный в 1969 году.
Наряду с альбомом Monster Movie группы Can, эта работа считается одним из первых альбомов в жанре краут-рок.

## Признание
Phallus Dei занимает 6 место в рейтинге лучших альбомов краут-рока портала Progarchives (по состоянию на апрель 2013 года).

## Рецензии
Трек «Kanaan» стал чудесным началом альбома, предложив смесь грохочущей мощи рока, струнных и ситара, мужского вокала и бессловесных подпевок Ренате Кнауп на заднем плане. «Luzifers Ghilom» демонстрирует психоделический фолк с акцентом на бонги Шрата, одновременно группа пытается играть героический рок с умеренно безумными вокальными вставками и восклицаниями. В итоге трек получился не напыщенный, и не глупый — редкий пример удачного сочетания высокого и нелепого в одном произведении. Заглавный трек занимает всю вторую сторону виниловой пластинки. Это сложное произведение, которое никогда не теряет веселого настроения. После тихого вступления первые минуты состоят из разнообразных гулов и шумов, приближающихся и удаляющихся, выводя на игру всего состава музыкантов, которая нарастает и скачет со сдержанной и неясной мощью. Неожиданно в середине наступает кульминация, когда все члены группы играют серию мелодий в унисон под барабанные удары на заднем плане. После краткого соло на скрипке все разрешается прекрасным перкуссионным джемом, в которому присоединяется вся группа, включая безумный вокал Каррера..
В 1969 году Amon Düül II выпустил любопытный, необычайно неистовый альбом, как раз перед массивными Yeti и Dance of the Lemmings. В музыкальном плане группа выдаёт своеобразный психоделический рок, во многом основанный на непрерывном джеме, с определённым чувством юмора, большим объемом грубых гитарных партий и несколькими нежными скрипичными партиями (на заглавном треке). Много используется перкуссия и колдовской, призрачный голос Ренате Кнауп. Характерным примером стал первый трек, представляющий типичный звук Amon Düül II — интенсивный и примитивный рок с большим количеством космических эффектов. В целом «Phallus Dei» завораживает и прекрасно демонстрирует творческий дух Amon Düül II.

## Список композиций
Все песни написаны группой Amon Düül II

Сторона один
1. «Kanaan» — 4:02
2. «Dem Guten, Schönen, Wahren» — 6:12
3. «Luzifers Ghilom» — 8:34
4. «Henriette Krötenschwanz» — 2:03

Сторона два
1. «Phallus Dei» — 20:48

## Над альбомом работали
Джон Вайнцирл — гитара, 12-струнная гитара, бас
Крис Каррер — скрипка, гитара, 12-струнная гитара, сопрано-саксофон, вокал
Фальк Рогнер — орган
Дитер Серфас — барабаны, электрические тарелки
Ренате Кнауп — вокал, бубен
Петер Леопольд — барабаны
Дейв Андерсон — бас на «Luzifers Ghilom»
Кристиан Борхард — вибрафон
Холгер Трюлш — турецкие барабаны
Шрат — бонги, вокал, скрипка